# Förlösa socken
Förlösa socken i Småland ingick i Norra Möre härad och är sedan 1971 en del av Kalmar kommun i Kalmar län, från 2016 inom Förlösa-Kläckeberga distrikt.
Socknens areal är 55,43 kvadratkilometer, varav 55,3 utgör land. År 1991 fanns här 3 111 invånare. En del av tätorten Lindsdal samt kyrkbyn Förlösa med sockenkyrkan Förlösa kyrka ligger i socknen. 

## Administrativ historik
Socken har medeltida ursprung. Förlösa stenkyrka, som revs 1855, var med största sannolikhet uppförd på 1200-talet. I skriftliga källor nämns 'Förlöso sokn' första gången 1355. Fram till 1656 omfattade socknen även norra delen av Kristvalla socken
Vid kommunreformen 1862 övergick socknens ansvar för de kyrkliga frågorna till Förlösa församling och för de borgerliga frågorna till Förlösa landskommun. Landskommunen inkorporerades 1952 i Läckeby landskommun som 1971 uppgick i Kalmar kommun. Församlingen ingår sedan 1998 i Förlösa-Kläckeberga församling.
1 januari 2016 inrättades distriktet Förlösa-Kläckeberga, med samma omfattning som Förlösa-Kläckeberga församling hade 1999/2000 och fick 1998, och vari detta sockenområde ingår.
Socknen har tillhört samma fögderier och domsagor som Norra Möre härad. De indelta båtsmännen tillhörde Smålands båtsmanskompani

## Geografi
Förlösa socken ligger nordväst om Kalmar. Socknen består av bördig odlingsbygd med skogsmark i väster.

## Fornminnen
Cirka 15 boplatser från stenåldern har påträffats. Dessutom flera rösen från bronsåldern samt några järnåldersgravfält.

## Namnet
Namnet (1376 Förlösö), taget från kyrkbyn, kan består av förledet föra talldunge och efterledet lösa, äng, betesmark.

### Fotnoter
1. 1 2 3  Svensk Uppslagsbok andra upplagan 1947–1955: Förlösa socken
2. 1 2 3 4  Nationalencyklopedin
3. ↑  DMS 4:1 Möre
4. ↑  Harlén, Hans; Harlén Eivy (2003). Sverige från A till Ö: geografisk-historisk uppslagsbok. Stockholm: Kommentus. Libris 9337075. ISBN 91-7345-139-8
5. ↑  Administrativ historik för Förlösa socken (Klicka på församlingsposten). Källa: Nationella arkivdatabasen, Riksarkivet.
6. 1 2  Sjögren, Otto (1931). Sverige geografisk beskrivning del 2 Östergötlands, Jönköpings, Kronobergs, Kalmar och Gotlands län. Stockholm: Wahlström & Widstrand. Libris 9939
7. ↑  Fornlämningar, Statens historiska museum: Förlösa socken
8. ↑  Fornminnesregistret, Riksantikvarieämbetet: Förlösa socken Fornminnen i socknen erhålls på kartan genom att skriva in sockennamn (utan "socken") i "Ange geografiskt område"